# Pteriomorphia
Pteriomorphia è una sottoclasse di molluschi bivalvi caratterizzati da un'elevata eterogeneità morfologica. Solitamente bissati, con muscolatura e cerniera variabile. La conchiglia può essere calcitica, aragonitica o di entrambi i tipi.

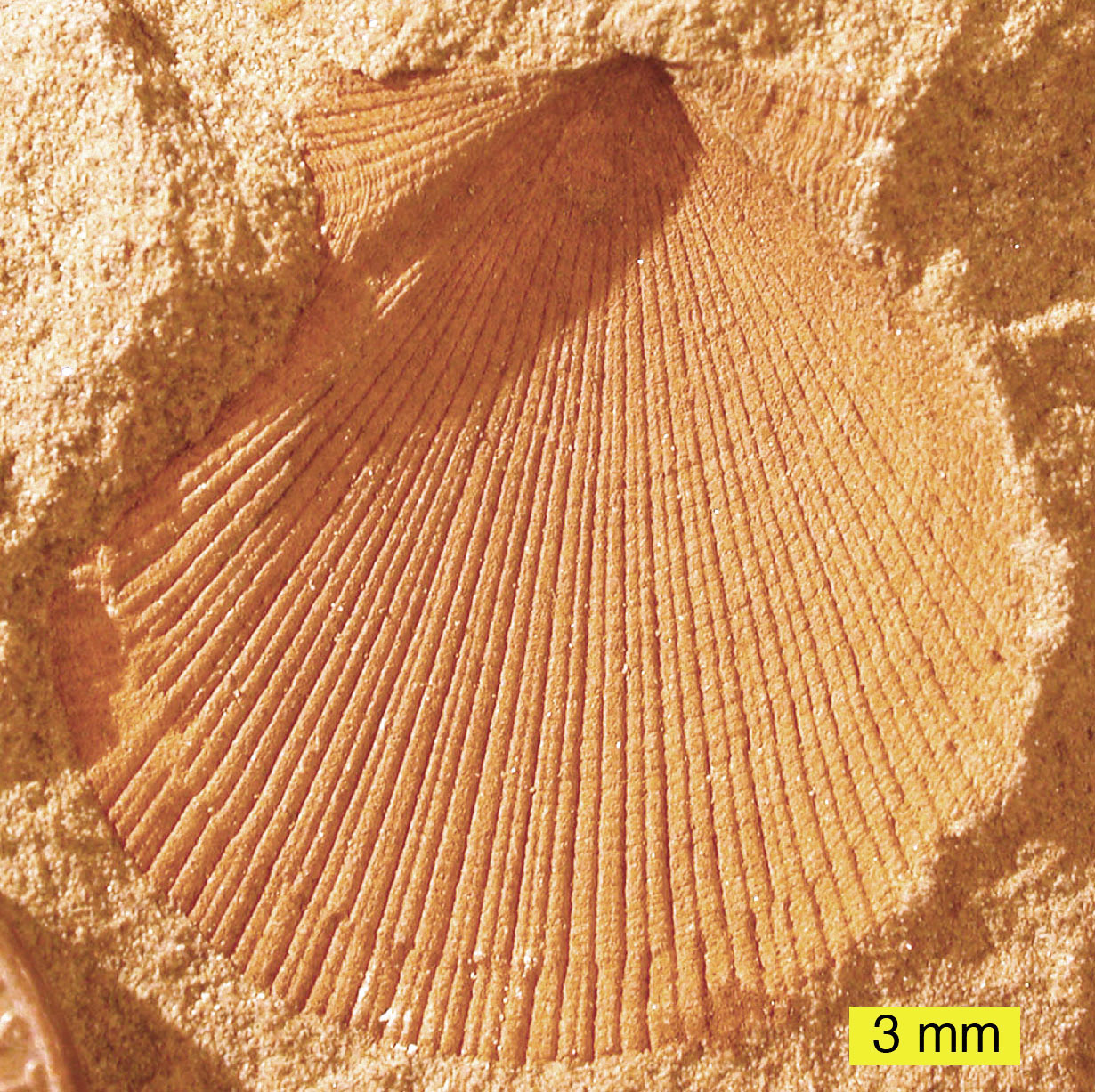
Aviculopecten subcardiformis

## Tassonomia
In questa sottoclasse sono riconosciuti 9 ordini:
- ordine Arcida Stoliczka, 1871
  - superfamiglia Arcoidea Lamarck, 1809
  - superfamiglia Glyptarcoidea Cope, 1996 †
  - superfamiglia Limopsoidea Dall, 1895
- ordine Colpomyida Carter, 2011 †
  - superfamiglia Colpomyoidea Pojeta & Gilbert-Tomlinson, 1977 †
- ordine Cyrtodontida Scarlato & Starobogatov, 1971 †
  - superfamiglia Cardioloidea R. Hoernes, 1884 †
  - superfamiglia Cyrtodontoidea Ulrich, 1894 †
  - superfamiglia Dualinoidea Conrath, 1887 †
  - superfamiglia Falcatodontoidea Cope, 1996 †
  - superfamiglia Pichlerioidea Scarlato & Starobogatov, 1979 †
  - superfamiglia Praecardioidea R. Hoernes, 1884 †
- ordine Limoida Moore, 1952
  - superfamiglia Limoidea Rafinesque, 1815
- ordine Myalinida Paul, 1939 †
  - superfamiglia Alatoconchoidea Termier, Termier & Lapparent, 1974 †
  - superfamiglia Ambonychioidea S. A. Miller, 1877 †
  - superfamiglia Inoceramoidea Giebel, 1852 †
  - superfamiglia Prokopievskioidea Vokes, 1967 †
- ordine Mytiloida Férussac, 1822
  - superfamiglia Modiolopsoidea P. Fischer, 1886 †
  - superfamiglia Mytiloidea Rafinesque, 1815
- ordine Ostreoida Férussac, 1822
  - superfamiglia Ostreoidea Rafinesque, 1815
  - superfamiglia Posidonioidea Neumayr, 1891 †
  - superfamiglia Rhombopterioidea Korobkov, 1960 †
- ordine Pectinoida Gray, 1854
  - superfamiglia Anomioidea Rafinesque, 1815
  - superfamiglia Aviculopectinoidea Meek & Hayden, 1865 †
  - superfamiglia Buchioidea Cox, 1953 †
  - superfamiglia Chaenocardioidea S. A. Miller, 1889 †
  - superfamiglia Dimyoidea P. Fischer, 1886
  - superfamiglia Entolioidea Teppner, 1922 †
  - superfamiglia Euchondrioidea Newell, 1938 †
  - superfamiglia Eurydesmatoidea Reed, 1932 †
  - superfamiglia Heteropectinoidea Beurlen, 1954 †
  - superfamiglia Oxytomoidea Ichikawa, 1958 †
  - superfamiglia Pectinoidea Rafinesque, 1815
  - superfamiglia Plicatuloidea Gray, 1854
  - superfamiglia Prospondyloidea Pchelintseva, 1960 †
  - superfamiglia Pterinopectinoidea Newell, 1938 †
- ordine Pterioida Newell, 1965
  - superfamiglia Pinnoidea
  - superfamiglia Pterioidea Gray, 1847 (1820)